# Stefano Casiraghi
Stefano Casiraghi (Como, 8 de setembro de 1960 – Monte Carlo, 3 de outubro de 1990) foi um empresário e esportista italiano. Stefano foi o filho de Giancarlo e Fernanda Casiraghi, e segundo marido da princesa Caroline de Mônaco.
Casiraghi uma vez descreveu-se como uma pessoa "nascida para ser empresário", porque estava envolvido em todos os setores de negócios: desde exportação de calçados em geral até investimentos e construções. Ele possuía garagens, carros usados alugáveis, restaurantes, butiques, heliportos, edifícios de apartamentos, fábricas e lojas de souvenir; tinha interesses comerciais no Norte de África, no Médio Oriente, em Roma, em Milão, em Paris e em Nova York.
No dia 29 de dezembro de 1983, ele desposou a princesa Caroline de Mônaco. O pai dela, Rainier III de Mônaco, assim como muitos, estava suspeitoso quanto ao seu novo genro. Os jornais italianos apelidaram Casiraghi como "Carolino" e pensaram que ele era apenas um mero "brinquedo" de sua esposa. Contudo, Stefano surpreendeu todos ao se tornar um homem poderoso no principado de Mônaco, em pouquíssimo tempo. Em sete anos, ele emergiu como a sombra de Rainier III e representou uma enorme significação para seu sogro, devido ao seu senso de negócios e à sua prudência.
O casal teve três filhos:
- Andrea Casiraghi (8 de junho de 1984)
- Charlotte Casiraghi (3 de agosto de 1986)
- Pierre Casiraghi (5 de setembro de 1987)

Eles são, respectivamente, o quarto, o sexto e o oitavo ocupantes na linha de sucessão ao trono monegasco, logo atrás de seus primos, Jacques e Gabriella, e sua mãe, a princesa Caroline de Mônaco.
Casiraghi morreu num acidente, durante uma corrida de barcos, na costa de Mônaco em 3 de outubro de 1990, defendendo seu título de campeão. Ondas grandes e espontâneas viraram seu barco, nomeado "Pinot di Pinot", que não tinha um teto completo. Especialistas que estudaram o acidente disseram que ele sobreviveria caso seu barco tivesse um teto completo. Apenas semanas antes, ele escapou da morte quando seu barco explodiu fora da costa de Guernsey e planejou retirar-se das corridas após defender seu título.
Muitos acreditam que a Máfia estava envolvida na sua morte, mas não há evidências que sustentem tal ideia. Como se alega, muitos beberam champanhe quando Casiraghi foi dado como morto. Stefano Casiraghi está enterrado em Chapelle de la Paix, o mesmo lugar de descanso do avô paterno de Carolina, o príncipe Pierre de Mônaco.